# St. Wenzel (Kocléřov)

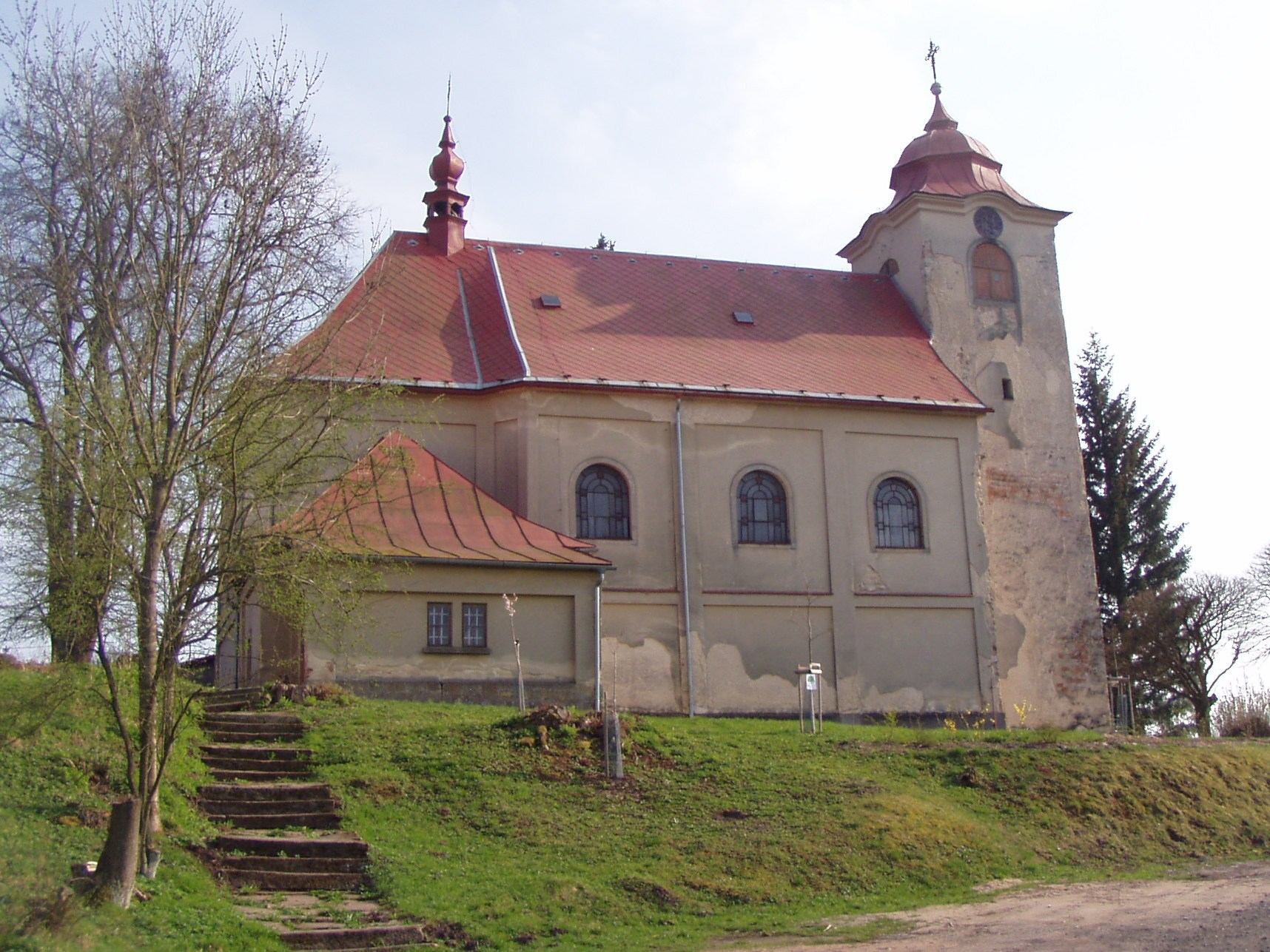
St. Wenzel in Kocléřov

St. Wenzel ist eine römisch-katholische Kirche in Kocléřov (Ketzelsdorf), einem Ortsteil von Vítězná im Okres Trutnov in Tschechien.

## Geschichte
Schon von 1359 bis 1404 sind örtliche Pfarrer bekannt, Pastoren aus der Reformationszeit sind aber nicht überliefert. Im Dreißigjährigen Kriege wurde die Kirche von den Schweden niedergebrannt und zunächst nicht wieder aufgebaut. Der Ort war daher bis 1672 nach Königinhof, dann nach Altenbuch eingepfarrt. In den Jahren 1685, 1692 und 1705 erwarben die Jesuiten das ganze Dorf und bauten 1720 die Ruine wieder zur Kirche aus. Von da an war die Kirche Sitz einer selbstständigen Pfarrei. Im Jahr 1762 wurde die Kirche von Kosaken eingeäschert, und, neu errichtet, 1807 durch Blitz stark beschädigt und anschließend in der heutigen Gestalt umgebaut.

## Bauwerk
Der einschiffige Bau hat an der Stirnseite einen Turm und nach Süden die Sakristei. Chor und Schiff tragen eine Flachdecke. Die Kirche hat einen zweigeschossigen Orgelchor, der Hauptaltar ist pseudobarock und zeigt in seiner Mitte ein Bild des Kirchenpatrons, des böhmischen Landesheiligen Wenzel von Böhmen. Die dreiteilige Orgel ist barock. Darüber hinaus hat die Kirche einen steinernen Taufstein von 1745. Kirchenbücher waren nach 1728 deutsch geführt.